# هيلين يوجينيا هاغان
هيلين يوجينيا هاغان (بالإنجليزية: Helen Eugenia Hagan)‏ هي معلمة موسيقى وملحنة أمريكية، ولدت في 10 يناير 1893 في بورتسموث في المملكة المتحدة، وتوفيت في 6 مارس 1964 في نيويورك في الولايات المتحدة.

## وصلات خارجية
- هيلين يوجينيا هاغان على موقع ميوزك برينز (الإنجليزية)